# Frans Mijts

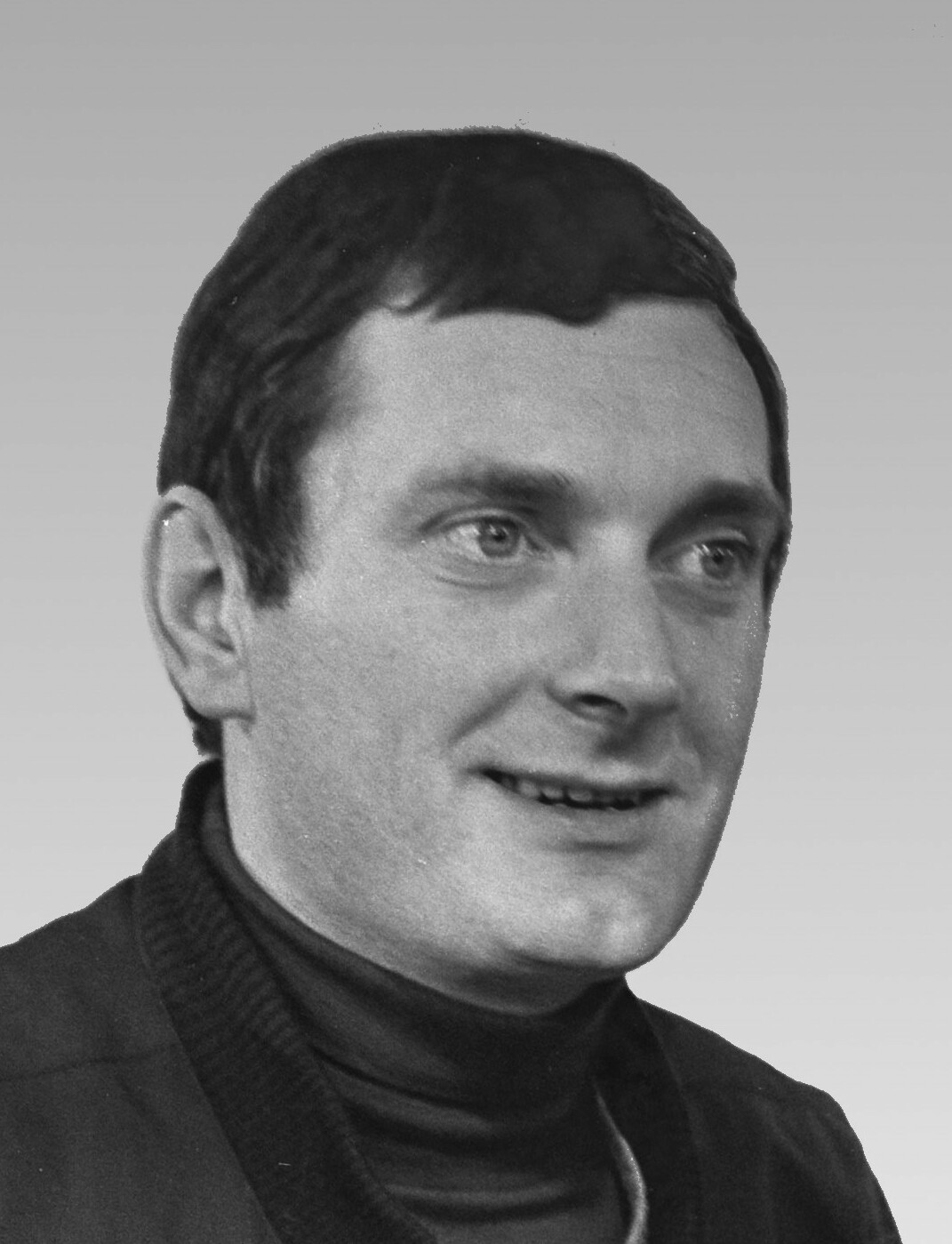
Frans Mijts 1967 naar Rio de Janeiro

Frans Mijts (Hilversum, 13 juni 1938 - Laren N.H., 12 mei 2022) was een Nederlands trompettist, arrangeur, orkestleider, componist en later  mede-eigenaar van Soundpush Studio in Blaricum.
Hij was een schoolmaatje van Willem van Kooten alias Joost den Draaijer. Toen Den Draaijer ging werken bij Radio Veronica vroeg hij aan Mijts of hij enige jingles kon leveren voor dat station. De jingles werden opgenomen in een geluidsstudio in Blaricum, de Soundpush Studio, opgezet door Dan Campagne en Dirk Verweij, en later onder leiding van Frans Mijts.  Voor die jingles had hij een amateurorkest. Den Draaijer was er niet tevreden over. In dat amateurorkest zaten musici als Cees Smal, Ferdinand Povel, Erik van Lier, Dick Kaart (trombonist van de Dutch Swing College Band). Die studio werd overgenomen door Jaap Eggermont.
Hij was betrokken bij opnamen van Greenfield & Cook, Dizzy Man's Band en Jackpot. Hij arrangeerde voor Ramses Shaffy, Golden Earring, Albert Mol, Patricia Paay, Tee Set, Sandy Coast en anderen.
In de jaren tachtig schreef hij ook twee eindmelodietjes van Radio Tour de France. "Finish" kwam uit op single.

## Discografie
- 1961: One over one (EP)
- 1961: Steeophinic (EP) met Ton Lensink
- 1961: Impression of color (EP)
- 1961: City in movement (EP)
- 1962: Travone (single)
- 1968: Kant en klaar (single)
- 1982: Finish (single)
- 1982: Trumpet champion (elpee)

- International Standard Name Identifier: 0000 0003 8762 9030
- MusicBrainz: 70104c58-aa03-40b1-a223-2df2b453b184
- Nederlandse Thesaurus van Auteursnamen: 099999579
- Virtual International Authority File: 280617792
- WorldCat: E39PBJcwFrVhp86fTYk9w8dG73